# Alex Ríos
Alexis Israel Ríos (né le 18 février 1981 à Coffee, Alabama, États-Unis) est un joueur américano-portoricain de baseball. 
Ce voltigeur joue pour les Blue Jays de Toronto de 2004 à 2009, les White Sox de Chicago de 2009 à 2013, les Rangers du Texas en 2013 et 2014, et les Royals de Kansas City en 2015. Il participe au match des étoiles de la Ligue majeure de baseball en 2006 et 2007 pour Toronto et est un gagnant de la Série mondiale 2015 avec Kansas City.
Sélectionné en équipe de Porto Rico, il participe à la Classique mondiale de baseball en 2006, 2009 et 2013.

## Carrière

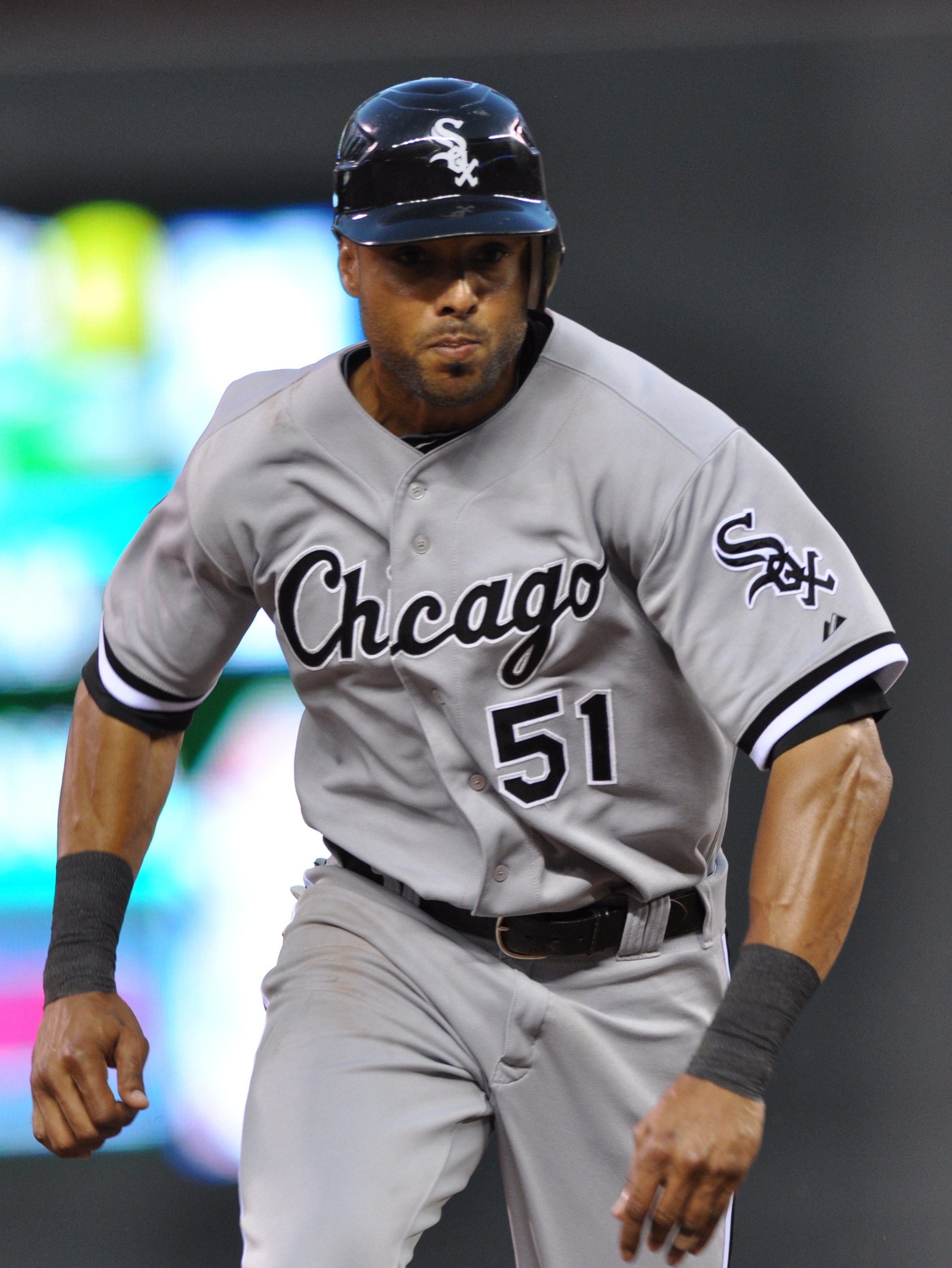
Alex Ríos en 2012 avec les White Sox de Chicago.

### White Sox de Chicago
Après avoir été soumis au ballotage par les Blue Jays, Alex Rios est réclamé par les White Sox de Chicago le 10 août 2009.

### Rangers du Texas
Le 9 août 2013, les White Sox échangent Ríos aux Rangers du Texas contre l'arrêt-court Leury García.
Il joue pour les Rangers jusqu'à la fin de la saison 2014. En 178 matchs au total pour Texas, il réussit 10 circuits, produit 80 points, en marque le même nombre et ajoute 33 buts volés en plus de frapper pour ,280 de moyenne au bâton. Les Rangers ont le choix de le ramener sur le terrain en 2015 moyennant 14 millions de dollars, mais ils choisissent de s'en séparer, faisant de Ríos un agent libre.

### Royals de Kansas City
Le 19 décembre 2014, Ríos signe un contrat d'une saison avec les Royals de Kansas City.
Rios fait partie de l'équipe des Royals championne de la Série mondiale 2015. C'est la première fois de sa carrière qu'il joue en séries éliminatoires. Ses 1 691 parties de saison régulière sans un seul match éliminatoire joué représentait alors le total le plus élevé parmi les joueurs en activité dans les majeures.